# Talk 'N Text Tropang 5G
I Talk 'N Text (TNT) Tropang 5G sono una squadra di pallacanestro professionistica attualmente di proprietà di Smart Communications, una sussidiaria della Philippine Long Distance Telephone Company (PLDT), e giocano nella Philippine Basketball Association (PBA) dal 1990.
La squadra è attualmente una delle tre formazioni della PBA sotto il controllo dell'imprenditore Manuel V. Pangilinan, insieme ai Meralco Bolts e agli NLEX Road Warriors. Ad oggi, la franchigia ha vinto dieci titoli ufficiali della PBA (e una Conference speciale della PBA) e continua a essere una delle forze dominanti della lega, oltre a essere una delle squadre più longeve della lega.

## Storia

### Pepsi-Cola/7 Up (1990-1996)
La franchigia di pallacanestro della filiale filippina della PepsiCo, azienda produttrice della famosa bevanda Pepsi-Cola, fu accettata come uno dei due nuovi membri della PBA prima dell'inizio della stagione 1990, insieme alla rivale nel settore delle bevande analcoliche, la Pop Cola. Nel loro anno d'esordio, il 1990, scesero in campo con la denominazione di Pepsi Hotshots, guidati in panchina dall'allenatore Ed Ocampo, assistito da Bobby Littaua, mentre il primo team manager della squadra è stato Steve Watson.
Dopo aver vinto la partita inaugurale contro l'altra squadra d'espansione, i Pop Cola Panthers, con un punteggio di 149-130, grazie ai 77 punti segnati dall'import Derrek Hamilton, gli Hotshots persero tutte le restanti partite della loro prima Conference. La loro striscia negativa di 15 sconfitte consecutive si protrasse fino alla All-Filipino Conference, prima di ottenere finalmente una vittoria per mettere fine alla striscia, nuovamente contro i Pop Cola. Nella terza ed ultima conference stagionale, l'assistente allenatore dei San Miguel Beermen, Derrick Pumaren, sostituì Ed Ocampo come capo allenatore degli Hotshots, ma la squadra concluse il torneo con 0 vittorie e 10 sconfitte.
Nel 1991, la squadra acquisì Manny Victorino dal Presto, aumentando il numero di vittorie, ma senza riuscire comunque a superare le eliminatorie nelle prime due conferenze. Cercarono di rafforzare la squadra offrendo un contratto di 5 anni per 25 milioni di pesos alla stella dei Purefoods TJ Hotdogs, Alvin Patrimonio, tuttavia, Patrimonio rimase con i Purefoods dopo che la sua squadra madre eguagliò l'offerta.
Nel 1992 dopo la controversia scoppiata nelle Filippine, legata alla campagna promozionale lanciata dalla Pepsi, conosciuta con il nome "Incidente 349", la squadra cambiò la propria denominazione in 7 Up Uncolas.
Il 7 Up si classificò secondo nella PBA Reinforced Conference del 1992, con l'ex playmaker NBA Dell Demps come import. Tuttavia, vennero sconfitti in finale dagli Swift Mighty Meaties, con un secco 4-0.
Nella terza Conference della stagione 1993, la squadra tornò al nome Pepsi, ma con la denominazione Pepsi Mega Bottlers.
Prima della PBA Governors' Cup del 1994, i Pepsi ed il Sunkist furono protagonisti di un raro scambio di allenatori: Derrick Pumaren passò alla franchigia del Sunkist in cambio di Yeng Guiao, che divenne il nuovo allenatore dei Mega Bottlers. Nonostante il cambiamento, le prestazioni altalenanti della squadra continuarono, con il miglior risultato ottenuto nel 1994, quando terminarono terzi nella PBA Governors' Cup, grazie all'aiuto dell'import Ronnie Coleman. Nel 1995, nonostante un ottimo inizio nella Governors' Cup con un record di 5 vittorie e 2 sconfitte, la squadra non riuscì a conquistare alcun titolo.
Dopo aver fallito l'ingaggio di Alvin Patrimonio nel 1991, la squadra tentò nuovamente nel 1995 di assicurarsi Jun Limpot dei Sta. Lucia Realtors con un'offerta quinquennale da 28,8 milioni di pesos. Tuttavia, anche in questo caso, la squadra madre eguagliò l'offerta, costringendo Pepsi a ripiegare su altri giocatori per guidare la squadra.

### Mobiline (Pilipino Telephone Corporation, 1996-2001)
Prima dell'inizio della stagione 1996, a seguito di un cambiamento nelle priorità di marketing, i proprietari della Pepsi-Cola Products Philippines, valutarono la possibilità di sciogliere la loro franchigia nella PBA. Per evitarne lo scioglimento, Luis "Moro" Lorenzo, presidente di Pepsi Cola nelle Filippine, propose di vendere la franchigia alla Duty Free Philippines, un'altra azienda di proprietà della famiglia Lorenzo, per un solo peso, mantenendone così la proprietà. Se Duty Free avesse poi sciolto la franchigia PBA, questa sarebbe tornata alla Pepsi. Tuttavia, la vendita fu respinta dal Consiglio dei Governatori della PBA in una riunione straordinaria il 5 gennaio, poiché Duty Free non era di proprietà maggioritaria di Lorenzo. Gli Hotshots continuarono quindi la loro campagna nella All-Filipino Cup sotto l'egida della Pepsi, finendo ultimi con un record di 4 vittorie e 10 sconfitte.
Dopo la All-Filipino Cup, il Consiglio dei Governatori della PBA approvò il trasferimento della proprietà della franchigia da Pepsi Cola Products Philippines alla Lapanday Holdings Corporation, una holding della famiglia Lorenzo. Questo permise ai Lorenzo di promuovere e utilizzare un marchio diverso per la loro squadra nella PBA. Pagemark Philippines, un'azienda sempre appartenente al Lapanday Holdings, e la Pilipino Telephone Corporation (PILTEL) furono incaricate di trovare un nuovo nome per il team; dopo alcune trattative tra la varie parti, la squadra fu ribattezzata come Mobiline Cellulars.
Poiché i Lorenzo continuarono a possedere la squadra attraverso la loro holding, i record della Pepsi vennero mantenuti. Il playmaker Eugene Quilban e l'ala grande Alvin Teng rimasero le colonne portanti della squadra. Il Mobiline ottenne la prima scelta assoluta dai Pop Cola e selezionò il giocatore filippino-americano Andrew John Seigle. I Cellulars scelsero anche Tony Boy Espinosa e ingaggiarono Patrick Fran dalla free agency. Inoltre, il Mobiline assunse l'ex allenatore dei San Miguel, Norman Black, e acquisì il Rookie dell'Anno 1995, Jeffrey Cariaso, dall'Alaska, con un contratto triennale.
Andy Seigle e Jeffrey Cariaso vennero convocati nella nazionale filippina per i Giochi Asiatici 1998 a Bangkok. Tuttavia, il Mobiline vinse la PBA Centennial Cup (torneo speciale per celebrare il centenario dell’indipendenza delle Filippine dalla Spagna) battendo in finale gli Shell per 67-66 dopo un tempo supplementare, grazie alle prestazioni degli import Silas Mills e McClary, e con il contributo dei veterani Glen Capacio e Al Solis. Questa fu la prima vittoria di un titolo per la franchigia, tuttavia, essendo un torneo speciale, il titolo non fu considerato come un campionato ufficiale.
I risultati della fase a gironi della Centennial Cup furono trasferiti alla PBA Governors' Cup 1998. I Phone Pals mantennero il buon rendimento e riuscirono ad avanzare alle finali, le prime mai disputate dalla franchigia in questa Conference, per affrontare nuovamente gli Shell Zoom Masters.Il Mobiline si portò in vantaggio per 3-2 nella serie, ma perse le ultime due partite, chiudendo al secondo posto.
Nel 1999, il Mobiline acquisì il giocatore filippino-tonganese Pauliasi Taulava per rafforzare il reparto lunghi. La squadra iniziò la All-Filipino Cup con un record di 7 vittorie e 0 sconfitte, però nonostante avesse concluso con il miglior record nella fase a gironi, il Mobiline venne eliminata nei quarti di finale dai Barangay Ginebra Kings, perdendo la gara decisiva con un incredibile tiro allo scadere di Bal David. Nel resto dell'anno, Mobiline venne eliminata nei quarti di finale sia nella PBA Commissioner's Cup che nella PBA Governors' Cup, mentre la cittadinanza filippina di Taulava venne messa in discussione dal Dipartimento di Giustizia delle Filippine. A metà stagione, Mobiline scambiò Andy Seigle con Purefoods in cambio del veterano Jerry Codinera.
Nel 2000, Taulava venne espulso dalle Filippine, sempre per i fatti legati alla sua cittadinanza, e i Phone Pals, guidata dal nuovo allenatore Louie Alas, vennero eliminati nei quarti della All-Filipino Cup. Nella PBA Governors' Cup, il Mobiline ottenne il miglior record nella fase a gironi, ma dopo aver superato il Barangay Ginebra nei quarti, la franchigia uscì sconfitta per 3-1 nelle semifinali dai Purefoods. I Phone Pals finirono la Conference al quarto posto dopo aver perso lo spareggio per il terzo posto contro i Batang Red Bull Thunder.
Nel 2001, Mobiline tentò di acquisire Kenneth Duremdes dalla free agency, ma l'Alaska eguagliò l'offerta mantenendolo nella propria squadra. I Phone Pals scelsero Gilbert Demape al Draft prima dell'inizio della All-Filipino Cup, ma per la sesta volta nelle ultime sette Conference disputate vennero eliminati nei quarti, questa volta dai Shell. Nella PBA Commissioner's Cup, i Pals si affidarono al talento di Jerod Ward, che segnò 61 punti al debutto; nel frattempo, il Dipartimento di Giustizia approvò il ritorno di Taulava nelle Filippine, ma nonostante ciò, i Phone Pals non riuscirono ancora una volta a superare i quarti di finale.

### Talk 'N Text (Smart Communications, 2001-presente)
A partire dalla PBA Governors' Cup del 2001, la franchigia passò sotto il controllo della Smart Communications dopo che l'azienda assorbì le operazioni della Pilipino Telephone Corporation. La squadra di conseguenza cambiò il proprio nome in Talk 'N Text Phone Pals.
Prima della stagione 2002, il Talk 'N Text licenziò il coach Alas ed assunse l'ex allenatore dell'UNLV Bill Bayno, nonostante le proteste dell'Associazione degli Allenatori di Pallacanestro delle Filippine, che si opponeva alla presenza di un tecnico americano. Nonostante la perdita di Asi Taulava e Patrick Fran, convocati nella Nazionale, il team guidato da Richie Frahm e Jerald Honeycutt, conclusero la fase di eliminazione della PBA Governors' Cup al primo posto, ma furono eliminati dai San Miguel Beermen, ottavi classificati, nei quarti di finale.
Il Talk 'N Text riuscì a superare la maledizione dei quarti di finale, nella PBA Commissioner's Cup, dove grazie al contributo dei due import, Jerald Honeycutt e Pete Mickeal, riuscirono ad eliminare i Sta. Lucia nei quarti di finale e poi anche gli Alaska in semifinale dopo cinque gare, conquistando la loro terza finale di una Conference nella storia della squadra. Tuttavia, persero in sette partite contro il Batang Red Bull Thunder nella serie delle finali.
Dopo il termine della seconda Conference 2002, Bill Bayno lasciò la squadra, accusando la PBA di favorire i team della San Miguel Corporation. Nell'ultima Conference stagionale la All-Filipino Cup, Taulava tornò dopo gli impegni con la nazionale, ma i Phone Pals sotto la guida del nuovo coach Paul Woolpert furono eliminati nei quarti di finale.
Nel 2003, i Talk 'N Text selezionarono Harvey Carey e Jimmy Alapag al primo turno del draft. Dopo un inizio difficile nell'All-Filipino Cup 2003, che con la riforma del calendario attuata dalla PBA divenne la prima Conference stagione, Woolpert lasciò la squadra e venne sostituito da Joel Banal come nuovo capo allenatore. La squadra chiuse al terzo posto il proprio girone nella fase preliminare, qualificandosi per i gironi dei quarti di finale. Dopo aver concluso in seconda posizione i Talk 'N Text ottennero l'accesso alle semifinali dove si imposero per 3-2 sugli Alaska Aces e poi vinse il torneo battendo Coca-Cola Tigers in sei gare, rimontando dall'iniziale 0-2 con quattro vittorie consecutive. La conquista della All-Filipino Cup fu il primo trionfo della franchigia in una delle Conference della PBA.
La franchigia Si qualificò anche per i PBA Invitationals 2003, un torneo in cui furono invitate quattro squadre ospiti. Joel Banal lasciò temporaneamente la squadra per concentrarsi sul suo incarico con gli Ateneo Blue Eagles, squadra collegiale filippina. I Phone Pals non riuscirono a qualificarsi per le semifinali, ma non senza polemiche. Avendo bisogno di vincere con un margine di otto punti contro il Red Bull Barako per qualificarsi, i Phone Pals commisero intenzionalmente diversi falli sui giocatori avversari negli ultimi due minuti per forzare un tempo supplementare o raggiungere il margine necessario. La partita divenne ancora più scandalosa quando Jojo Manalo tentò di segnare un tiro da tre punti nel canestro del Red Bull. L'episodio portò a una pesante multa e a una sospensione di cinque partite per l'allenatore ad interim Ariel Vanguardia.
Al termine della stagione, Asi Taulava divenne il primo giocatore nato da un genitore con nazionalità non filippina a vincere il premio di PBA Most Valuable Player dal 1985, quando a riuscirci era stato Ricardo Brown. Jimmy Alapag vinse invece il premio di PBA Rookie of the Year, concludendo così un anno straordinario per i Phone Pals..
Nella PBA Philippine Cup 2004-05, il Talk 'N Text raggiunse nuovamente la finale della Conference, durante il torneo, Asi Taulava fu considerato dal Dipartimento di Giustizia come uno dei sei giocatori filippino-stranieri sospettati di aver falsificato i propri documenti. Taulava fu quindi sospeso a tempo indeterminato dalla PBA, insieme ad altri cinque giocatori.
Taulava ottenne un vantaggio legale grazie a un'ordinanza del Tribunale Regionale di Quezon City (RTC), ma la PBA continuò a negargli l'autorizzazione a giocare. Nelle finali della Philippine Cup, i Phone Pals schierarono comunque Taulava nonostante il rifiuto della lega, giustificando la decisione con l'ordine del tribunale che gli permetteva di partecipare alla serie. I Phone Pals vinsero gara 1 con un ampio margine, ma due giorni dopo la partita fu annullata e la vittoria assegnata al Barangay Ginebra. Successivamente, i Phone Pals annunciarono che Taulava non avrebbe più giocato per il resto della serie, ma la squadra alla fine uscì sconfitta per 4-2.
Nella PBA Fiesta Conference 2004-05, il Talk 'N Text ottenne il miglior record della stagione regolare e riuscì a raggiungere la finale contro il San Miguel Beermen. Taulava prima delle finali ottenne il permesso della PBA per poter ritornare in campo, ma non riuscì a incidere nella serie , e la squadra perse per 4-1.
Nella PBA Philippine Cup 2006-2007,il Talk 'N Text iniziò bene la Conference, ma una serie di sconfitte li fece scivolare in classifica. Una rimonta nelle fasi finali della stagione, coronata da una vittoria cruciale nel giorno di Natale contro il Ginebra, permise alla squadra di chiudere con un record di 10-8 e di ottenere un posto nei quarti di finale contro i Purefoods. I Phone Pals vinsero la serie per 3-1, detronizzando i campioni in carica della Philippine Cup con tre vittorie consecutive ottenute con ampi margini.  In semifinale affrontarono i Barangay Ginebra Kings, portandoli fino a Gara 6 prima di essere eliminati dai futuri campioni. Tuttavia, i Phone Pals riuscirono a conquistare il terzo posto, battendo il Red Bull Barako nella finale per il bronzo.
Nella PBA Fiesta Conference del 2007, i Phone Pals raggiunsero le finali nonostante l'assenza di Asi Taulava, Jimmy Alapag e Ren-Ren Ritualo, prestati alla squadra nazionale. Dopo aver superato uno spavento nei quarti di finale contro gli Air21 Express e aver sorpreso la testa di serie numero uno dei Red Bull Barako in semifinale, si trovarono a sfidare gli Alaska Aces per il titolo.
Gli Aces vinsero gara 1, ma Talk 'N Text ribaltò la situazione portandosi in vantaggio per 2-1, grazie alle prestazioni straordinarie del neoeletto Best Player of the Conference, Mark Cardona. Willie Miller, stella degli Aces, rispose con una prestazione da 29 punti in gara 4, pareggiando la serie. In gara 5, Cardona fu nuovamente protagonista, risultando il miglior marcatore tra i giocatori locali.
Tuttavia, un errore di Cardona nei secondi finali di gara 6 permise agli Aces di pareggiare la serie sul 3-3. Gara 7 fu una battaglia combattuta fino all'ultimo, ma un recupero decisivo di Miller su Cardona consegnò la vittoria ad Alaska, infliggendo a Talk 'N Text la terza sconfitta consecutiva in una finale.
Dopo le finali della PBA Fiesta Conference del 2007, Talk 'N Text si affermò come una squadra in ascesa, vantando una formazione composta da Asi Taulava, Jimmy Alapag, Don Allado, Jay Washington, Harvey Carey, Renren Ritualo, Mac-Mac Cardona e Yousif Aljamal. Tuttavia, l'ex MVP Taulava vide un calo nella sua produzione offensiva, concentrandosi maggiormente sulla difesa ed il 26 novembre 2007, l’era di Asi Taulava aL Talk 'N Text si concluse ufficialmente con la sua cessione ai Coca-Cola Tigers in cambio di Ali Peek e una scelta al primo turno del Draft 2008.
Nell’ultima partita del girone eliminatorio della PBA Philippine Cup 2007-2008, con il TNT obbligato a vincere per forzare uno spareggio per l’ultimo posto disponibile ai quarti di finale, i Tigers di Taulava sconfissero proprio i Phone Pals, costringendoli ad uno spareggio secco per l'accesso alla fase ad eliminazione diretta. Nello spareggio, giocato nuovamente contro i Tigers, Taulava e un altro ex-Phone Pal, Mark Telan, trascinarono la loro squadra, contribuendo all’eliminazione dei TNT già al primo turno della fase preliminare.
La precoce eliminazione dall Philippine Cup portò la dirigenza della franchigia a sostituire Pumaren alla guida della squadra; il 28 gennaio 2008, venne annunciato che Chot Reyes, ex allenatore dei San Miguel Beermen, avrebbe preso il posto di capo allenatore.

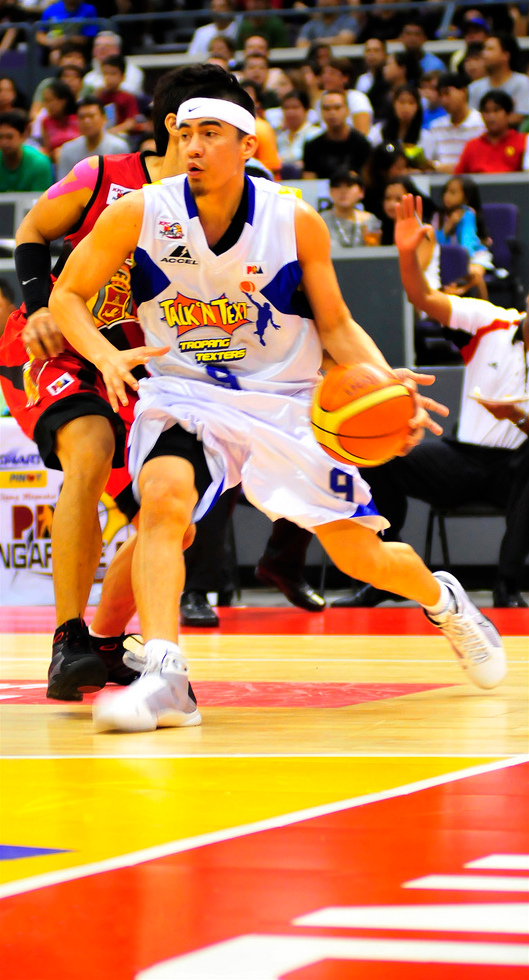
Macmac Cardona, MVP delle finali di PBA Philippine Cup 08-09

Per la stagione 2008-09, la squadra cambiò nome in Talk 'N Text Tropang Texters. Al Draft selezionò Jared Dillinger e Jayson Castro, ex giocatore dei Singapore Slingers, oltre al centro Robert Reyes. Grazie alle prestazioni di Mark Cardona, i Texters conclusero la stagione regolare della PBA Philippine Cup con un record di 11-7, ottenendo il secondo posto, dietro solamente gli Alaska, e l’accesso diretto alle semifinali. In semifinale, il Talk 'N Text sconfisse i San Miguel Beermen in sei partite. In finale, i Texters si trovarono nuovamente di fronte gli Alaska Aces, ma questa volta riuscirono a prevalere in una serie combattutissima, vincendo la decisiva gara sette per 93-89, conquistando per la seconda volta la vittoria della PBA Philippine Cup.
Durante l'off-season, i Tropang Texters firmarono Nic Belasco e cedettero la 18ª scelta del draft, Kevin White, ai Ginebra Kings. Inoltre, dopo molte deliberazioni, Japeth Aguilar fu finalmente estromesso dai Burger King Whoppers e ceduto ai Talk 'N Text Tropang Texters in cambio di quattro future scelte al primo turno (2010, 2012, 2013, 2014) e una somma di denaro non divulgata.
Il TNT si ritirò dal campo durante gara 4 dei quarti di finale della PBA Philippine Cup 2009-10, contro il Barangay Ginebra Kings, a seguito di una chiamata arbitrale contro la squadra e non riuscì a difendere il titolo coqnuistato l'anno precedente.. La squadra, per aver lasciato il campo, ricevette una multa di 1 milione di peso, la più alta mai inflitta dalla Philippine Basketball Association, fino a quel momento, in trentacinque anni di esistenza.
Nella PBA Fiesta Conference 2009, mentre il TNT aveva un record di 8–2 nella fase preliminare, cedette Pong Escobal, Ali Peek e Nic Belasco agli Sta. Lucia Realtors in cambio di Kelly Williams, Ryan Reyes e Charles Waters. Dopo lo scambio, ottennero una striscia di sette vittorie consecutive, ma persero l’ultima partita contro il B-Meg, chiudendo con un record di 15–3, il migliore della stagione regolare, ottenendo l'accesso diretto alle semifinali. Nelle semifinali però persero contro gli Alaska Aces, allenati da Tim Cone, dopo aver perso la decisiva gara sette per 90-81.
L'inizio degli anni dieci del duemila vide il dominio dei Talk 'N Text Tropang Texters, che sfiorarono il Grande Slam nella stagione 2010-2011 vincendo la PBA Philippine Cup 2010-11 e la PBA Commissioner's Cup 2011, ma arrivarono secondi nella PBA Governors' Cup 2011, vinta dai Petron.
Il TNT vinse la PBA Philippine Cup 2010-11 il 4 febbraio 2011, battendo i San Miguel Beermen in gara 6 delle finali con il punteggio di 95-82. Jayson Castro e Jimmy Alapag furono premiati come co-MVP delle finali. La squadra vinse poi il titolo della PBA Commissioner's Cup 2011, l'8 maggio 2011, in una drammatica vittoria ai supplementari contro il Barangay Ginebra Kings in gara 6 della serie al meglio delle sette partite, con un punteggio di 99-96. Anche in questo caso, il premio di MVP delle finali fu assegnato a Jayson Castro e Jimmy Alapag. Questo fu il quarto titolo della squadra, di cui tre sotto la guida dell'allenatore Chot Reyes.
Nella PBA Governors' Cup 2011, il TNT era considerata la favorita per conquistare il raro triple di Conference. Conclusero la fase eliminatoria al primo posto con un record di 6-2 e ottennero tre vittorie e due sconfitte nel girone di semifinale, assicurandosi il primo posto in finale contro i Petron Blaze Boosters, che affrontarono in una serie di sette partite. Il Petron vinse Gara 1 con un canestro sulla sirena. La speranza di TNT per il Grand Slam si riaccese quando riuscirono a forzare la gara 7 dopo essere stati in svantaggio 3-2 dopo gara 5, ma persero la partita decisiva per 85-73.

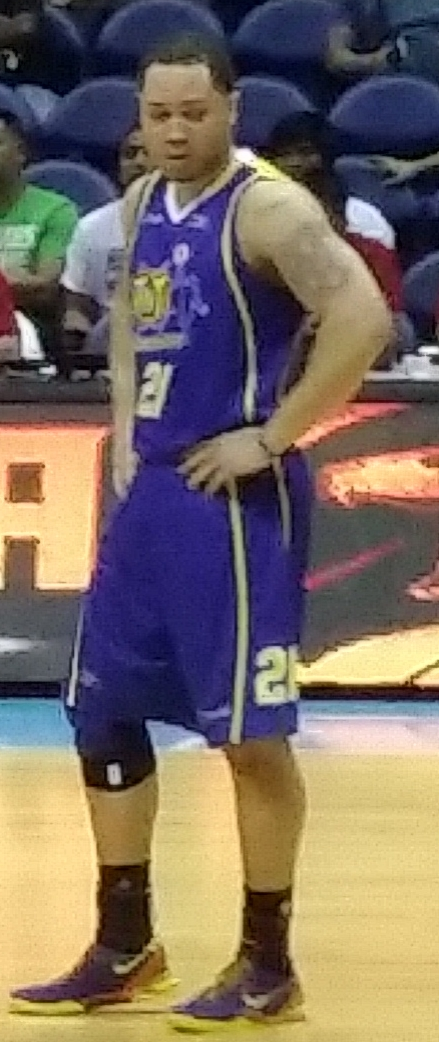
Kelly Williams, giocatore dei TNT dal 2010.

La stagione successiva, nella PBA Philippine Cup 2011-12 i Talk 'N Text tornarono nuovamente alle finale, dove si affrontarono con i Powerade Tigers, in un rematch dalle finali della All-Filipino Cup 2003, che i Talk 'N Text avevano vinto in cinque partite. I Talk 'N Text vinsero nuovamente la serie delle finali e nuovamente in cinque gare, per 4–1, diventando la prima squadra nella storia della lega a vincere due titoli consecutivi della All-Filipino Cup dopo 27 anni, dal 1985.
La franchigia poi nella PBA Philippine Cup 2012-13 sconfisse i Rain or Shine con uno netto 4-0 nella serie finale, vincendo il loro terzo titolo consecutivo della Philippine Cup consecutivo. Grazie a questa vittoria i Talk 'N Text ottenendo il possesso permanente del Jun Bernardino Trophy, assegnato ai campioni del torneo dal 2006-07.
Nella PBA Philippine Cup 2013-14, i Tropang Texters si qualificarono alla fase ad eliminazione, concludendo con un record di 8-6 la stagione regolare, ma persero contro i San Mig Coffee Mixers nella serie dei quarti di finale al meglio delle tre partite, non riuscendo a difendere per il quarto anno di fila il titolo.
Nella seconda Conference stagionale, il Talk 'N Text concluse il girone eliminatorio della PBA Commissioner's Cup 2014 de imbattuta con un record di 9-0 e sconfisse Barangay Ginebra San Miguel ai quarti di finale, vincendo in una sola partita grazie al vantaggio del twice-to-beat. In semifinale, batterono il Rain or Shine Elasto Painters con un netto 3-0, allungando la loro striscia di vittorie e diventando la prima squadra in 34 anni a raggiungere le finali di una Conference della PBA senza sconfitte, con un record di 13–0 (dal 17–0 dei Crispa nelle finali All-Filipino del 1980).
I Texters cercarono di difendere la loro imbattibilità in finale contro i San Mig Super Coffee Mixers in una serie al meglio delle cinque partite. Persero la prima partita, ma riuscirono a pareggiare la serie in Gara 2, 1–1. Tuttavia, persero Gara 3 con un punteggio di 77–75. Prima di Gara 4, si tenne la cerimonia di premiazione in cui Richard Howell vinse il titolo di Best Import e Jayson Castro quello di Best Player. I Texters, sperando di pareggiare la serie in Gara 4, non riuscirono nell'impresa, perdendo 100–91, con i Mixers che vinsero il campionato e la serie 3–1.
Il 9 luglio 2014, prima dell'inizio della PBA Philippine Cup 2014-2015, l'ex allenatore dei Texters, Norman Black, fu nominato nuovo head coach dei Meralco Bolts, mentre l'ex assistente allenatore dei Texters, Jong Uichico, fu nominato nuovo head coach dei Texters per la stagione successiva.
Il 22 settembre 2014, i Texters furono coinvolti in una trade a tre squadre, cedendo Nonoy Baclao ai GlobalPort Batang Pier in cambio di Jay Washington, mentre il rookie Harold Arboleda fu inviato agli NLEX Road Warriors in cambio del rookie Matt Ganuelas, della scelta al primo turno dei Texters nel Draft 2017 e della scelta al secondo turno nel Draft 2018. Successivamente, gli NLEX scambiarono Kevin Alas ai TNT in cambio di KG Canaleta. Inoltre,il Blackwater ottenne Larry Rodriguez e la scelta al primo turno del Draft 2015 dei TNT, mentre il TNT ricevette Kevin Alas e la scelta al primo turno del Draft 2015 in un altro scambio a tre squadre.
Il 19 ottobre 2014, nella giornata di apertura della PBA Philippine Cup 2014-15, i Texters affrontarono i Barangay Ginebra San Miguel, ma persero di 20 punti, 81-101. Il 5 dicembre, i Texters conclusero la loro ultima partita della fase eliminatoria battendo i San Miguel Beermen per 107-101, totalizzando un record di 8 vittorie e 3 sconfitte e assicurandosi il vantaggio del twice-to-beat nei quarti di finale.
Il 12 dicembre sconfissero i Barako Bull Energy nella prima fase dei quarti di finale con un punteggio di 105-76, avanzando alla seconda fase dei quarti; mentre quattro giorni dopo batterono anche i Barangay Ginebra San Miguel in una partita a eliminazione diretta, per 83-67, qualificandosi per le semifinali contro i San Miguel Beermen. Nella serie giocata al meglio delle sette partite, i Texters vennero però eliminati con un sonoro 4-0, che fermò la corsa al titolo dei TNT.
Il 9 gennaio 2015, il capitano di lunga data dei Texters, Jimmy Alapag, annunciò ufficialmente il suo ritiro durante una conferenza stampa alla Smart Araneta Coliseum, prima della seconda partita delle finali della PBA Philippine Cup 2014-15 tra gli Alaska Aces e i San Miguel Beermen. Tuttavia, assunse un nuovo ruolo come team manager della squadra.
Come suo primo atto da team manager, Jimmy Alapag decise di riportare il vincitore del premio "Best Import" della PBA Commissioner's Cup 2014, Richard Howell, per prepararsi alla PBA Commissioner's Cup 2015. Il 25 gennaio 2015 anche Willie Miller, 37 anni e due volte MVP, dichiarò in un'intervista di aver raggiunto un accordo con i Tropang Texters, squadra per la quale aveva già giocato in passato.
Il 18 febbraio, durante la fase preliminare della PBA Commissioner's Cup 2015,la squadra prese una decisione inaspettata sostituendo Richard Howell con Ivan Johnson, ex giocatore degli Atlanta Hawks. I Texters conclusero la fase eliminatoria con un record di 8 vittorie e 3 sconfitte, ottenendo il vantaggio del twice-to-beat nei quarti di finale.
Il 28 marzo 2015, sconfissero i Barako Bull Energy con il punteggio di 127-97, avanzando alle semifinali, dove affrontarono nuovamente i Purefoods Star Hotshots (ex San Mig Super Coffee Mixers) in una serie al meglio delle cinque partite. L’11 aprile, i Texters vinsero gara quattro della seriee e batterono gli Hotshots per 3-1, detronizzandoli e accedendo alla finale, dove affrontarono i loro rivali, i Rain or Shine Elasto Painters, in una serie al meglio delle sette partite.
Il 15 aprile 2015, i Texters vinsero gara 1 delle finali contro i Rain or Shine Elasto Painters, 99-92, ma persero gara 2 con un punteggio di 108-116, nonostante una straordinaria prestazione di Jayson Castro, che segnò un career-high di 44 punti con 9/14 da tre, 3 palle rubate, 3 assist e 3 rimbalzi. I TNT persero anche gara 3, 109-97, ma riuscirono a vincere gara 4 e gara 5, rispettivamente 99-92 e 103-94, portandosi in vantaggio nella serie 3-2. Tuttavia, il 26 aprile, persero gara 6 con un punteggio di 101-93, portando la serie alla decisiva gara 7. Il 29 aprile 2015, i Texters vinsero la Conference dopo un doppio overtime, per 121-118. Jayson Castro fu nominato Best Player of the Conference, mentre il capitano della squadra, Ranidel De Ocampo, fu premiato come MVP delle finali.

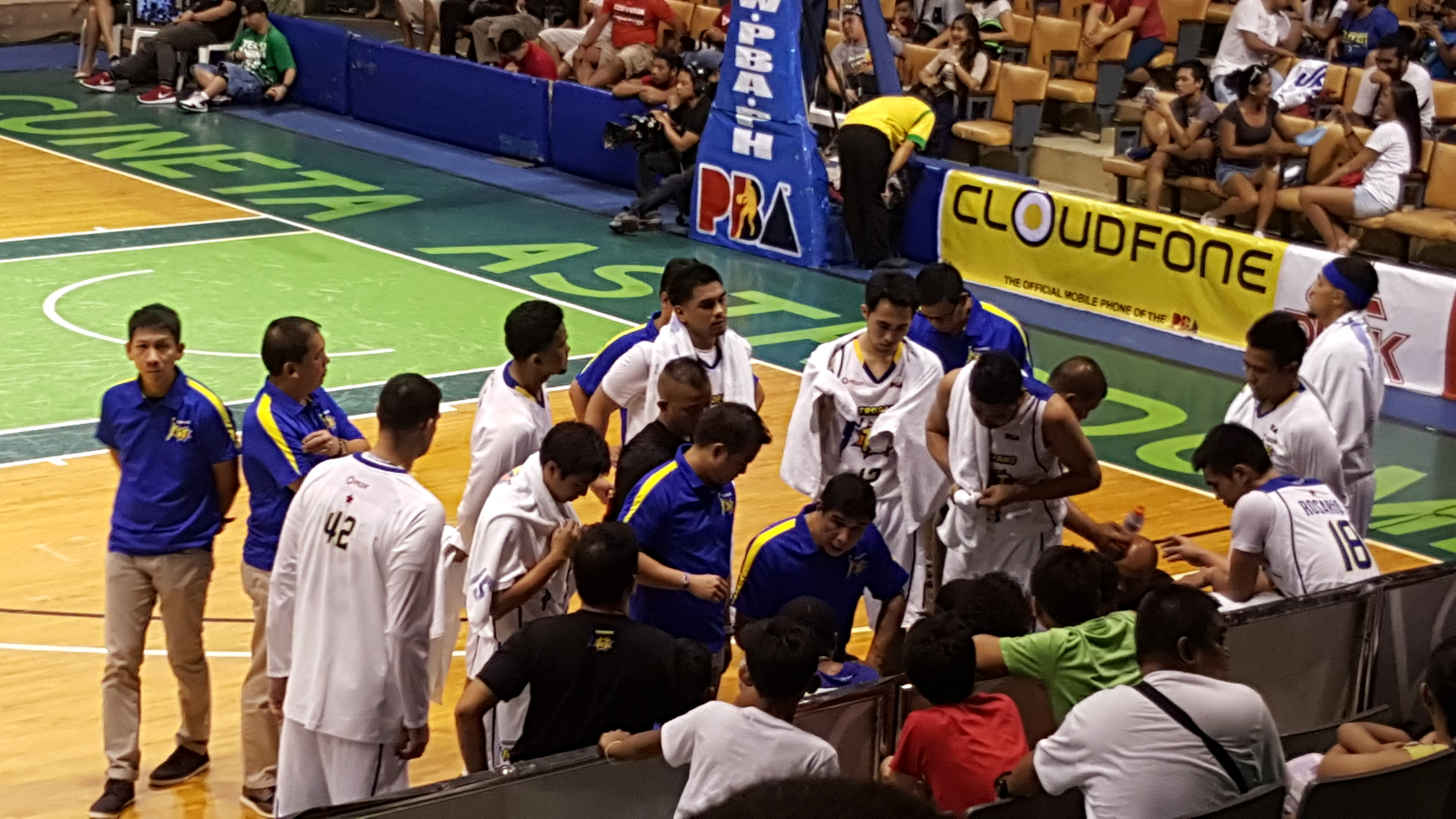
La squadra durante un timeout nella stagione 2016-2017

In vista della PBA Philippine Cup 2020, giocatasi nella "bolla" organizzata dalla PBA a causa della pandemia da COVID-19, la squadra cambiò la propria denominazione in TNT Tropang Giga. Nell'unica Conference disputata in quella stagione il TNT, dopo aver terminato al terzo posto la fase preliminare, superò prima gli Alaska Aces nei quarti di finale e poi si impose sui Phoenix Super LPG per 3-2, ottenendo l'accesso alle finali; però nella serie per il titolo contro i Barangay Ginebra Kings uscirono sconfitti per 4-1, terminando al secondo posto il torneo.
Il 13 febbraio 2021, i TNT Tropang Giga richiamarono Chot Reyes per ricoprire il ruolo di capo allenatore dopo quasi un decennio dalla sua ultima presenza sulla panchina dei TNT. Sotto la guida di Reyes, la squadra raggiunse nuovamente le finali della PBA Philippine Cup anche nell'edizione 2021. Nella serie finale, hanno affrontato i Magnolia Pambansang Manok Hotshots, prevalendo con un netto 4-1. La partita decisiva, gara 5, si è conclusa con la vittoria per 94-79, assicurando ai TNT il loro ottavo trionfo nella PBA, il primo dal 2015. Un elemento chiave del successo dei Tropang Giga fu il rookie Mikey Williams, che ha brillato nella sua prima apparizione nelle finali PBA, tano che le sue prestazioni costanti durante la serie gli hanno valso il premio di MVP delle finali. Questo trionfo ha segnato la fine del dominio delle squadre della San Miguel Corporation nella PBA Philippine Cup, rendendo i TNT la prima squadra non affiliata alla SMC a vincere il titolo dal 2016.
Reyes si dimise dall'incarico di head coach dei TNT Tropang Giga prima dell'inizio della PBA Governors' Cup 2023, assumendo il ruolo di senior consultant per concentrarsi sul suo impegno come allenatore della nazionale filippina. A guidare la squadra per l'ultima Conference della stagione fu Jojo Lastimosa, che era un già un membro dello staff dei TNT. Sotto la sua guida nel mese di aprile 2023, i TNT Tropang Giga hanno conquistato la vittoria della PBA Governors' Cup, il primo successo nella storia della franchigia in questa Conference, sconfiggendo i Barangay Ginebra San Miguel nelle finali per 4-2. Mikey Williams è stato nuovamente nominato MVP delle finali, mentre Rondae Hollis-Jefferson che anche ha avuto un ruolo determinante nella vittoria del campionato, venne nominato Miglior Import della Conference.
Nella stagione 2024-2025 della Philippine Basketball Association (PBA), i TNT Tropang Giga guidata nuovamente in panchina, da gennaio 2024, da Chot Reyes, hanno ottenuto due importanti vittorie consecutive, conquistando sia la PBA Governors' Cup 2024, che la PBA Commissioner's Cup 2024-2025, candidosi a realizzare il prestigiosissimo Grande Slam.
I TNT Tropang Giga hanno difeso con successo il titolo della PBA Governors' Cup, sconfiggendo il Barangay Ginebra San Miguel dopo una serie finale combattuta, chiusa sul 4-2. La vittoria decisiva è arrivata l'8 novembre 2024 alla Smart Araneta Coliseum, in una gara 6 che ha visto i Tropang Giga rimontare uno svantaggio di otto punti nell'ultimo quarto per imporsi con il punteggio di 95-85. Fondamentale è stato ancora una volta il contributo di Rondae Hollis-Jefferson, il quale ha guidato la squadra sia in fase offensiva che difensiva, conquistando per la seconda volta il trofeo di Best Import, mentre Jayson Castro si è rivelato determinante con la sua esperienza e leadership, risultando il miglior marcatore della serie e guadagnandosi il premio di Finals MVP all'età di 38 anni.
Dopo il trionfo nella Governors' Cup, i TNT Tropang Giga hanno proseguito il loro percorso stagionale, conquistando anche la PBA Commissioner's Cup 2024-2025. Ancora una volta, il loro avversario in finale è stato il Barangay Ginebra San Miguel, dando vita a una serie equilibrata e combattuta. La serie si è conclusa il 28 marzo 2025 con una drammatica gara 7 alla PhilSports Arena, in cui i Tropang Giga hanno prevalso con il punteggio di 87-83 dopo un tempo supplementare. La partita è stata caratterizzata da un’intensità difensiva straordinaria, con entrambe le squadre che hanno lottato su ogni possesso; finche nei minuti finali, Rey Nambatac ha realizzato prima dei canestri fondamentali e poi ha messo a segno i tiri liberi decisivi, venendo dopo la partita premiato con il titolo di Finals MVP. Hollis-Jefferson ha continuato ad offrire prestazioni di alto livello, segnato la tripla negli ultimi secondi del quarto periodo di gara 6 per forzare il supplementare, ed è stato nomininato per la terza volta Bast Import della Conference.
Prima dell'inizio della PBA Philippine Cup, è stato annunciato che la squadra avrebbe cambiato la propria denominazione in Talk 'N Text (TNT) Tropang 5G.

## Denominazioni
- 1990-1992:  Pepsi Hotshots
- 1992-1993:  7-Up Uncolas
- 1993-1996:  Pepsi Mega Bottlers
- 1996-1997:  Mobiline Cellulars
- 1997-1999:  Mobiline Phone Pals
- 2000-2001:  Mobiline Phone Pals
- 2001-2003:  Talk 'N Text Phone Pals
- 2004-2005:  Talk 'N Text Phone Pals
- 2005-2006:  Talk 'N Text Phone Pals
- 2006-2008:  Talk 'N Text Phone Pals
- 2008-2010:  Talk 'N Text Tropang Texters
- 2010-2015 :  Talk 'N Text Tropang Texters
- 2015-2016:  TNT Tropang Texters
- 2016:  TNT Tropang
- 2016-2019:  TNT KaTropa
- 2020:  TNT Tropang Giga
- 2020-2025:  TNT Tropang Giga
- 2025-presente:  TNT Tropang 5G

## Palmarès

### Titoli Nazionali
- PBA Philippine Cup: 6

2003, 2008-2009, 2010-2011, 2011-2012, 2012-2013, 2021
- PBA Commissioner's Cup: 3

2010-2011, 2014-2015, 2024-2025
- PBA Governors' Cup: 2

2022-2023, 2024-2025
- PBA Centennial Cup: 1

1998

## Organico attuale
Organico per la stagione sportiva 2024-2025
| Roster Talk 'N Text Tropang 5G 2024-2025. | Roster Talk 'N Text Tropang 5G 2024-2025. |
| Giocatori                                 | Staff tecnico                             |
| ----------------------------------------- | ----------------------------------------- |

| N. | Naz.                                          | Ruolo | Nome                    | Anno | Alt.   | Peso   |  |
| -- | --------------------------------------------- | ----- | ----------------------- | ---- | ------ | ------ |  |
| 0  | Filippine (bandiera)                          | AG    | Barkley Eboña           | 1996 | 198 cm | 88 kg  |  |
| 6  | Filippine (bandiera)                          | PG    | Rey Nambatac            | 1994 | 180 cm | 80 kg  |  |
| 7  | Filippine (bandiera)                          | C     | Poy Erram               | 1989 | 203 cm | 103 kg |  |
| 8  | Filippine (bandiera)                          | AP    | Calvin Oftana           | 1996 | 196 cm | 89 kg  |  |
| 9  | Stati Uniti (bandiera) · Filippine (bandiera) | AP    | Paul Varilla            | 1993 | 191 cm |        |  |
| 10 | Filippine (bandiera)                          | G     | Ryan Reyes              | 1983 | 188 cm | 86 kg  |  |
| 12 | Filippine (bandiera)                          | AP    | Glenn Khobuntin         | 1991 | 193 cm | 88 kg  |  |
| 13 | Filippine (bandiera)                          | PG    | Brian Heruela           | 1989 | 178 cm | 88 kg  |  |
| 16 | Filippine (bandiera)                          | G     | Roger Pogoy             | 1992 | 188 cm | 82 kg  |  |
| 17 | Filippine (bandiera)                          | PG    | Jayson Castro           | 1986 | 178 cm | 84 kg  |  |
| 21 | Stati Uniti (bandiera) · Filippine (bandiera) | AP    | Kelly Williams          | 1982 | 198 cm | 98 kg  |  |
| 24 | Stati Uniti (bandiera) · Giordania (bandiera) | AP    | Rondae Hollis-Jefferson | 1995 | 198 cm | 98 kg  |  |
| 32 | Stati Uniti (bandiera) · Filippine (bandiera) | C     | Henry Galinato          | 1997 | 198 cm | 111 kg |  |
| 35 | Filippine (bandiera)                          | G     | Kim Aurin               | 1998 | 185 cm | 86 kg  |  |
| 45 | Stati Uniti (bandiera) · Filippine (bandiera) | C     | Brandon Ganuelas-Rosser | 1994 | 198 cm | 100 kg |  |
| 50 | Stati Uniti (bandiera) · Filippine (bandiera) | AP    | CJ Payawal              | 1997 | 196 cm | 86 kg  |  |
| 53 | Filippine (bandiera)                          | G     | Chris Exciminiano       | 1988 | 183 cm | 84 kg  |  |
| 99 | Filippine (bandiera)                          | PG    | Jielo Razon             | 2000 | 180 cm | 84 kg  |  |

| Allenatore |
| - Chot Reyes |
| Assistente/i |
| - Josh Reyes (1° Assistente) - Sandy Arespacochaga - Ranidel de Ocampo - Yuri Escueta - Bong Ravena - Jojo Lastimosa (Team Manager) Legenda - (C) Capitano - Infortunato Roster |

## Allenatori

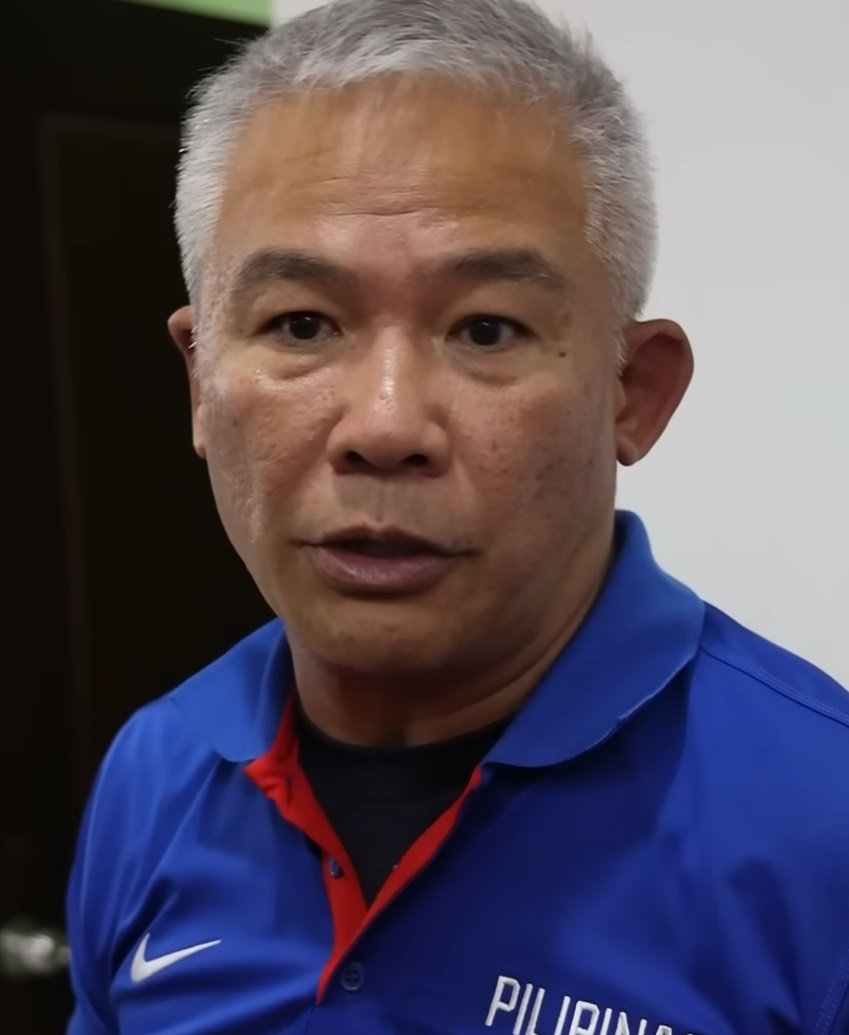
Chot Reyes, allenatore più vincente sulla panchina della franchgia

| Nome            | Periodo                    | PBA Coach of the Year |
| --------------- | -------------------------- | --------------------- |
| Ed Ocampo       | 1990-1991                  |                       |
| Derrick Pumaren | 1991-1993                  |                       |
| Yeng Guiao      | 1995-1996                  |                       |
| Tommy Manotoc   | 1997-1998                  |                       |
| Eric Altamirano | 1998-2000                  |                       |
| Louie Alas      | 2000-2001                  |                       |
| Bill Bayno      | 2002                       |                       |
| Paul Woolpert   | 2002                       |                       |
| Joel Banal      | 2003-2005                  |                       |
| Derrick Pumaren | 1993-1994, 1997, 2005-2008 |                       |
| Chot Reyes      | 2008-2012                  | 2009, 2011            |
| Norman Black    | 1997, 2012-2014            |                       |
| Jong Uichico    | 2014-2016                  |                       |
| Nash Racela     | 2016-2018                  |                       |
| Eric Gonzales   | 2018                       |                       |
| Bong Ravena     | 2018-2020                  |                       |
| Chot Reyes      | 2021-2023                  | 2021                  |
| Jojo Lastimosa  | 2023-2024                  |                       |
| Chot Reyes      | 2024-in carica             |                       |

## Giocatori

### Membri dei PBA's 40 greatest players
| Membri dei TNT nei PBA's 40 greatest players |           |                                    |
| Giocatore                                    | Posizione | Stagioni al TNT                    |
| Jerry Codiñera                               | C         | 1999–2001                          |
| Alberto Guidaben                             | C         | 1990–1993                          |
| Vergel Meneses                               | G         | 2006                               |
| Willie Miller                                | G         | 2004–2006, 2015 Commissioners' Cup |
| Asi Taulava                                  | C         | 1999–2007                          |
| Kelly Williams                               | AG-AP     | 2010–presente                      |
| Jimmy Alapag                                 | PM        | 2003–2015                          |
| Jayson Castro                                | PM        | 2008–presente                      |

### Numeri ritirati
| Numeri ritirati dai TNT Tropang 5G |              |           |           |
| Num.                               | Giocatore    | Posizione | Anni      |
| 3                                  | Jimmy Alapag | PM        | 2003-2015 |
| 4                                  | Harvey Carey | AG/AP     | 2003-2020 |

## Premi individuali
| PBA Most Valuable Player | PBA Finals MVP | PBA Best Player of the Conference |
| --- | --- | --- |
| - Asi Taulava - 2003 - Jimmy Alapag - 2010-11 | - Asi Taulava - 2003 All-Filipino - Mark Cardona - 2008-09 Philippine - Jimmy Alapag/ Jayson Castro - 2010-11 Philippine, 2010-11 Commissioner's - Larry Fonacier - 2011-12 Philippine - Ranidel de Ocampo - 2012-13 Philippine, 2014-15 Commissioner's - Mikey Williams - 2021 Philippine, 2023 Governors' - Jayson Castro - 2024 Governors' - Rey Nambatac - 2024–25 Commissioner's | - Asi Taulava - 2003 All-Filipino - Willie Miller - 2004-05 Fiesta - Mark Cardona - 2006-07 Fiesta - Jimmy Alapag - 2010-11 Commissioner's - Jayson Castro - 2012-13 Philippine, 2013-14 Commissioner's, 2014-15 Commissioner's, 2015-16 Governors', 2019 Commissioner's - Ranidel de Ocampo - 2013-14 Governors'             |
| PBA Rookie of the Year Award | PBA All-Defensive Team | PBA Mythical First Team |
| - Andy Seigle - 1997 - Jimmy Alapag - 2003 - Roger Pogoy - 2016-17 - Mikey Williams - 2021 | - Glenn Capacio - 1998 - Patrick Fran - 1998, 2001, 2003 - Asi Taulava - 2003 - Harvey Carey - 2006-07 - Ryan Reyes - 2009-12 - Kelly Williams - 2021 | - Jeffrey Cariaso - 1999 - Victor Pablo - 2002 - Jimmy Alapag - 2003, 2004–05, 2010–11 - Asi Taulava - 2003 - Willie Miller - 2004-05 - Jay Washington - 2006-07 - Mark Cardona - 2008-09 - Kelly Williams - 2010-11 - Ranidel de Ocampo - 2011-14 - Jayson Castro - 2012-16, 2019 - Poy Erram - 2020 - Mikey Williams - 2021 |
| PBA Mythical Second Team | PBA Most Improved Player | PBA Sportsmanship Award |
| - Asi Taulava - 2002 - Gilbert Demape - 2002 - Harvey Carey - 2003 - Mark Telan - 2004-05 - Mark Cardona - 2006-07, 2009–10 - Yancy de Ocampo - 2006-07 - Kelly Williams - 2009-10, 2011–12, 2016–17 - Jayson Castro - 2010-12, 2016–17 - Ali Peek - 2010-11 - Ranidel de Ocampo - 2014-15 - Roger Pogoy - 2019 - Troy Rosario - 2019 - Mikey Williams - 2022-23 - Calvin Oftana - 2022-23, 2023-24 | - Patrick Fran - 1998 - Jayson Castro - 2010-11 | - Patrick Fran - 2003 - Ali Peek - 2007-08 |
| PBA Best Import | | |
| - Ronnie Coleman - 1994 Governors' - Silas Mills - 1998 Governors' - Jerald Honeycutt - 2002 Commissioner's, 2004–05 Fiesta - Richard Howell - 2013-14 Commissioner's - Terrence Jones - 2019 Commissioner's - Rondae Hollis-Jefferson - 2023 Governors', 2024 Governors', 2024–25 Commissioner's                                                                                                   | | |

### Premi PBA Press Corps
| Executive of the Year | Baby Dalupan Coach of the Year                                | Defensive Player of the Year |
| --- | ------------------------------------------------------------- | --- |
| - Manny Pangilinan - 2003, 2010–11 - Ricky Vargas - 2006-07, 2019 - Patrick Gregorio - 2014-15 - Jojo Lastimosa - 2022-23 | - Chot Reyes - 2008-09, 2010–11, 2021                         | |
| Bogs Adornado Comeback Player of the Year                                                                                 | Mr. Quality Minutes                                           | All-Rookie Team |
| - Glenn Capacio - 1998 - Kelly Williams - 2009-10, 2016–17                                                                | - Jayson Castro - 2008-09, 2010–11 - Larry Fonacier - 2011-12 | - Jared Dillinger - 2008-09 - Matt Ganuelas-Rosser - 2014-15 - Troy Rosario - 2015-16 - Roger Pogoy - 2016-17 - Bobby Ray Parks - 2019 - Mikey Williams - 2021 |